# Tamara Vonta
Tamara Vonta, slovenska novinarka, urednica, pesnica in političarka, * 13. december 1970, Brežice.

## Biografija
Trenutno je poslanka v Državnem zboru Republike Slovenije, kjer je članica Gibanja Svoboda. Kot članica stranke Pozitivna Slovenija je bila poslanka že med letoma 2011 in 2013. Pred politično kariero je delovala kot novinarka in urednica, ob tem pa je bila dejavna tudi v izobraževanju, predvsem na področju medijev. Bila je članica Literarnega kluba Beno Zupančič, objavljala je poezijo v različnih publikacija, izšla je tudi njena samostojna pesniška zbirka (COBISS).

## Mladost in izobraževanje
Doma je iz Krškega. Maturirala je na Gimnaziji Brežice in na področju novinarstva diplomirala na Fakulteti za družbene vede. Je nekdanja novinarka, urednica in voditeljica oddaje 24ur na POP TV, je članica prve ekipe POP TV oziroma 24UR, ki je ustvarila najbolj gledano informativno oddajo oziroma informativni program v Sloveniji. V času 16 letnega dela na POP TV se je aktivno posvečala tudi izobraževanju mladih na tem področju in sicer v okviru formalnega in neformalnega izobraževanja. Poučevala je na Osnovni šoli Leskovec, bila habilitirana predavateljica na Fakulteti za medije v Ljubljani ter predavateljica višje in visoke šole Inštitut in akademija za medije v Ljubljani. Obenem je izvajala tudi izobraževanja v okviru nevladnih organizacij  ter izobraževanja za javno nastopanje v različnih podjetjih. Obenem se je že kot novinarka posvečala temi Romov in sobivanja z njimi. Po izstopu iz političnega delovanja je bila od leta 2015 samostojna strokovna sodelavka Centra za šolske in obšolske dejavnosti Ljubljana in delala v romskem naselju Kerinov Grm (delo z otroki) . Leta 2016 je postala tudi nosilka predmeta Organizacija medijske produkcije na Višji šoli za medijsko produkcijo Novo mesto. Leta 2017 je bila na razpisu izbrana za generalno direktorico direktorata za medije na Ministrstvu za kulturo Republike Slovenije . 

## Politika
Leta 2014 je bila kandidatka za županjo Občine Krško, med letoma 2014 in 2018 pa tudi tamkajšnja občinska svetnica. Leta 2011 je bila kot članica stranke Pozitivne Slovenije izvoljena za poslanko Državnega zbora Republike Slovenije. V času vlade Alenke Bratušek je bila imenovana na mesto državne sekretarke v kabinetu predsednice vlade, zadolžena je bila za sodelovanje s civilno družbo, obenem pa je vodila tudi Urad RS za narodnosti. Leta 2022 je kandidirala na listi stranke Gibanje Svoboda in bila znova izvoljena za poslanko. Prevzela je vodenje  je parlamentarnega odbora za kulturo, od konca leta 2023 pa vodi parlamentarno preiskovalno komisijo.
Je vodja slovenske delegacije v Parlamentarni skupščini Sveta Evrope, kjer je leta 2023 in 2024 tudi ena od podpredsednic PACE v Strasbourgu ter podpredsednica Odbora za migracije, begunce in razseljene osebe.